# Julien Peleus
Julien Peleus, dit aussi Julien Pilieu, né à Angers en 1550 et mort à Paris en 1625, est un avocat, historien et poète français.

## Biographie
Célèbre avocat à Paris, Julien Peleus est l'un des « oracles » de la jurisprudence. La plupart des présidents du parlement (Potier de Blancmesnil, Jacques-Auguste de Thou, Mathieu Molé, Geoffroy Camus de Pontcarré) le chargèrent des affaires les plus importantes qui étaient de leur ressort. Henri IV lui témoigna son estime en le nommant conseiller d’État et l’un de ses historiographes. Bien que catholique, il était opposé au sort réservé aux Protestants. 

## Publications
- Panégyrique au peuple de France (1600)
- Panégyrique funèbre du très chrestien Henry III, roy de France et de Polongne, prononcé en l'hostel de ville d'Angers, au mois d'aoust mil cinq cens quatre vingts et neuf (1601)
- Quaestio Nobilissima, de Solutione Matrimonii ex causa frigoris (1602). Cet ouvrage traite de la dissolution du mariage pour des raisons sexuelles (cas de frigidité).
- Quaestio Singularis, de Solutione Matrimonii od defectum testium non apparentium (1602). Cet ouvrage traite de la dissolution du mariage pour des raisons sexuelles (absence de testicules).
- Le Chevalier François (1606). C'est l’histoire de la querelle entre bellicistes animés par le parti protestant, et pacifistes, qui, après la paix de Vervins et le traité de Lyon, s’affrontèrent au sujet de la politique des Espagnols et de Philippe II à propos de la récupération de la Navarre. Peleus exprima en vers et en prose, son amour pour le bon roi. « Singulier mélange de violence, de souvenirs historiques, d’éloges, de la tolérance et du calvinisme, et de vues politiques précises : l’Espagne veut nous brouiller avec l’Angleterre et provoquer en France des « mouvements nouveaux », mais avec l’alliance des Suisses, de Florence, Venise, Genève… le roi est invincible. » (Hauser, Bulletin du Bibliophile, 1913, p. 380-381 ; Hauser, Sources de l’Histoire de France, 3223.)
- Le Chancelier de France (1611)
- Le Premier Président du parlement de France (1611)
- Les Actions forenses singulières et remarquables de M. Julien Peleus, avocat en Parlement, contenant la substance des plaidoyer et moyens des parties, avec les arrêts des cours souveraines intervenus en chaque cause. 4e édition revue et corrigée par l'autheur (1612)
- Histoire de la vie et faits de Henri le Grand, contenant ce qui s'est passé depuis l'usurpation du royaume de Navarre par Ferdinand, roi d'Arragon, jusqu'en 1593 (4 volumes, 1613-1616)
- Plaidoyez sur le droict d'aisnesse des gens d'église et sur leurs biens propres et particuliers, avec l'arrest de la Cour intervenu sur iceux (1616)
- Discours au peuple de France sur la naissance du Roy (1618)
- L'Histoire de la dernière guerre de Suède, en laquelle sont amplement décrits tous les sièges, combats, rencontres et bataille des Suédois contre les Dannois (1622)
- Les Œuvres de Julien Peleus, contenant plusieurs questions sur le droit canonique, le droit civil et sur les coutumes du Royaume de France (1631)
- Discours du mouvement de l'année mil six cens vingt (s. d.)